# Georgi Conow
Georgi Conow (ur. 2 maja 1993) – bułgarski lekkoatleta specjalizujący się w trójskoku.
W 2010 po zwycięstwie eliminacji kontynentalnych do igrzysk olimpijskich młodzieży podczas zawodów olimpijskich w Singapurze zdobył brązowy medal. Stanął na najniższym stopniu podium mistrzostw Europy juniorów w Tallinnie (2011). Srebrny medalista młodzieżowych mistrzostw Europy w Tallinnie (2015). Ósmy zawodnik halowych mistrzostw Europy w Belgradzie (2017).
Medalista i uczestnik mistrzostw krajów bałkańskich juniorów oraz juniorów młodszych. Stawał na podium seniorskich mistrzostw Bułgarii.
Rekordy życiowe: stadion – 17,03 (18 lipca 2015, Stara Zagora) / 17,11 (7 czerwca 2015, Ruen); hala – 16,78 (5 marca 2017, Belgrad).

## Osiągnięcia
| Rok  | Impreza                                             | Miejsce        | Pozycja           | Wynik  |
| ---- | --------------------------------------------------- | -------------- | ----------------- | ------ |
| 2010 | Eliminacje Europy do igrzysk olimpijskich młodzieży | Moskwa         | 1. miejsce        | 15,55  |
| 2010 | Igrzyska olimpijskie młodzieży                      | Singapur       | 3. miejsce        | 15,80  |
| 2011 | Mistrzostwa Europy juniorów                         | Tallinn        | 3. miejsce        | 15,90  |
| 2012 | Mistrzostwa świata juniorów                         | Barcelona      | 4. miejsce        | 16,10w |
| 2013 | Halowe mistrzostwa Europy                           | Göteborg       | el. – 9. miejsce  | 16,58  |
| 2014 | Mistrzostwa Europy                                  | Zurych         | el. – 14. miejsce | 16,35  |
| 2015 | Halowe mistrzostwa Europy                           | Praga          | 5. miejsce        | 16,75  |
| 2015 | II liga drużynowych mistrzostw Europy               | Stara Zagora   | 1. miejsce        | 16,36  |
| 2015 | Młodzieżowe mistrzostwa Europy                      | Tallinn        | 2. miejsce        | 16,77  |
| 2015 | Mistrzostwa świata                                  | Pekin          | el. – 16. miejsce | 16,59  |
| 2016 | Mistrzostwa Europy                                  | Amsterdam      | 7. miejsce        | 16,53  |
| 2016 | Igrzyska olimpijskie                                | Rio de Janeiro | el. – 39. miejsce | 15,20  |
| 2017 | Halowe mistrzostwa Europy                           | Belgrad        | 8. miejsce        | 16,78  |
| 2017 | I liga drużynowych mistrzostw Europy                | Vaasa          | 2. miejsce        | 16,24  |
| 2017 | Mistrzostwa świata                                  | Londyn         | el. – 18. miejsce | 16,53  |
| 2019 | Mistrzostwa świata                                  | Doha           | el. – 21. miejsce | 16,61  |